# Slavjanski Boelvar (station MTsD)

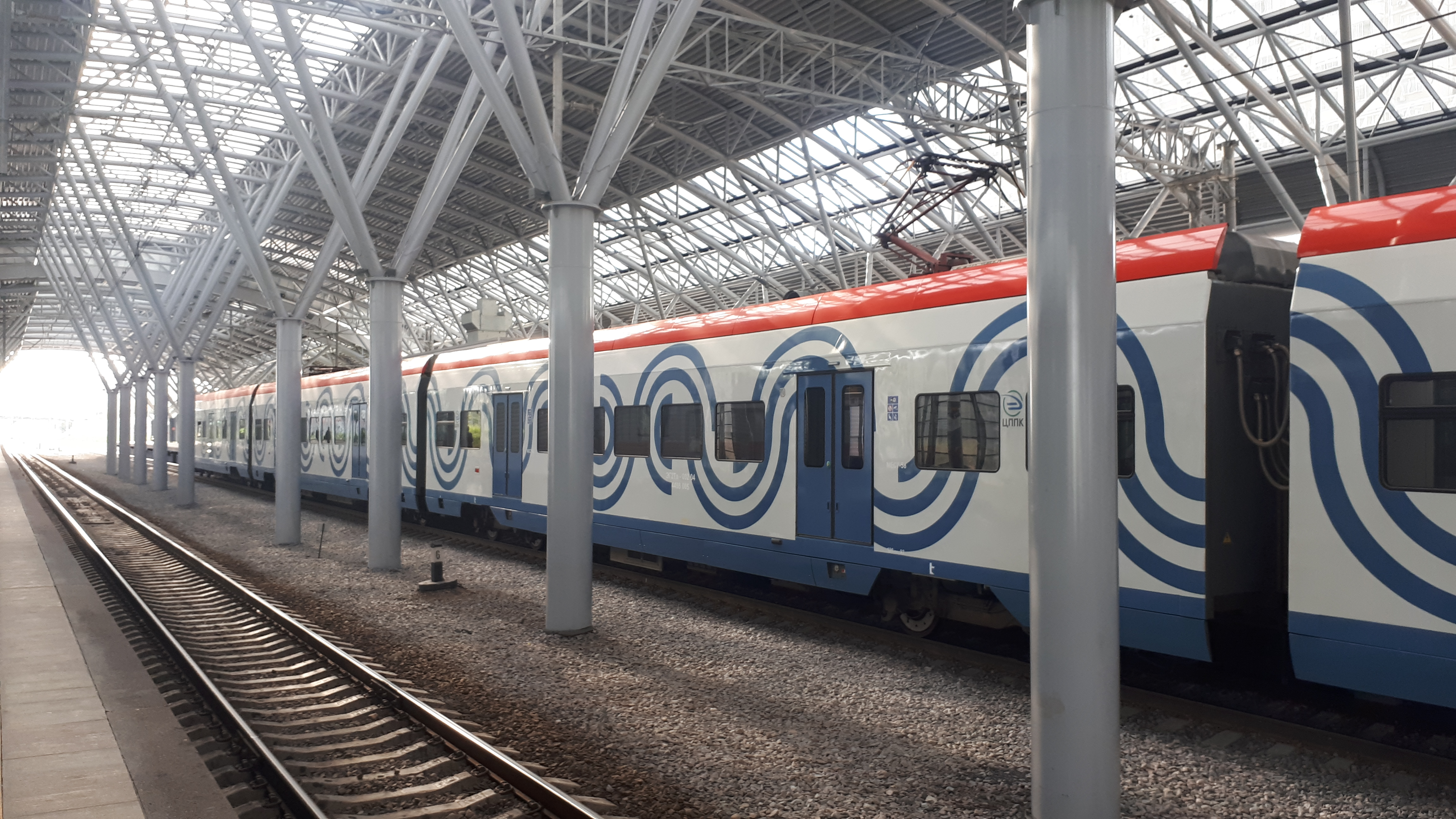

Slavjanski Boelvar is een halte aan de spoorlijn Moskou-Smolensk. De halte is gebouwd ten behoeve van het stadsgewestelijk net van Moskou en wordt bediend door lijn D1. De twee eilandperrons zijn bereikbaar via een voetgangerstunnel die aan de zuidkant van het spoor direct aansluit op het gelijknamige metrostation aan de Arbatsko-Pokrovskaja-lijn. De perrons en de sporen zijn geheel overkapt door een bolvormig dak dat rust op zuilen op de perrons. Ten behoeve van rolstoelgebruikers zijn er ook liften tussen de voetgangerstunnel en de perrons. De bouw begon begin 2019 maar was niet voltooid toen op 21 november 2019 de D1 werd geopend. De opening van het station stond gepland voor 29 mei 2020 maar werd verband met de maatregelen rond de coronapandemie een maand uitgesteld. 